# 中島菊夫
中島 菊夫（なかじま きくお、1897年10月8日 - 1962年4月21日）は、日本の漫画家、教育者。高知県出身。本名は喜久夫。
高知師範学校卒業後、小学校教員を経て上京。1935年より「少年倶楽部」に連載された「日の丸旗之助」が代表作である。

## 代表作
- 日の丸旗之助 - 『少年倶楽部 （1935年1月 - 1941年9月）』
- 千代丸・八千代姫 -『主婦之友』
- コロコロ太郎
- とんち裁判